# Bill Wheatley
William "Bill" John Wheatley (Gypsum, 5 juli 1909 – El Cerrito, 5 februari 1992) was een Amerikaans basketballer. Hij won met het Amerikaans basketbalteam de gouden medaille op de Olympische Zomerspelen 1936. 
Wheatley speelde voor de McPherson Oilers. De meeste spelers kwamen van universiteitsteams, maar Wheatley was werkzaam bij Globe Oil & Refining Co, de sponsor van het team. Tijdens de Olympische Spelen speelde hij twee wedstrijden, inclusief de finale. Gedurende deze wedstrijden scoorde hij 9 punten. 
Na zijn carrière als speler was hij werkzaam als coach. Met de Oakland Bittners wist hij in 1947 de finale van het AAU National Championship te bereiken. Na 1948 ging hij werken in de bouw als opzichter.